# 豊川智大
豊川 智大（とよかわ ともひろ、1981年10月17日 - ）は、日本の俳優。ロ・ロール所属。青森県出身。身長175cm、体重67kg。

## 出演

### 映画
- テケテケ（2009年3月17日、白石晃士監督） - 先生役
- ゴースト・キス（2010年8月28日、いまおかしんじ監督） - 中村修一役[1][2][3]
- カレーのにおい（2011年1月22日、山口智監督） - 元彼役[4][5][6]
- イチジクコバチ（2011年1月29日、サトウトシキ監督） - 売春する男役[7]
- 絵のない夢（2011年7月9日、長谷部大輔監督） - 刑事役
- Wild Flower（2011年11月19日、青木紀親監督） - 須藤役[8][9][10]
- エレナー電気工業（2011年12月17日、寺内康太郎監督） - 工場で働く男役
- 先生、おなか痛いです（2012年3月24日、深井朝子監督） - 後藤先生役[11][12]
- タコスな夜（2013年1月26日、山本政志監督）[13][14]
- 恋する神様 古事記入門（2013年8月10日、榎本敏郎監督） - 語りべ役[15][16][17]
- マリア狂騒曲（2013年11月30日、井土紀州監督） - 彼女を探す元彼役
- 激写!カジレナ熱愛中!（2014年3月15日、安川有果監督） - 報道カメラマン役
- 愛こそはすべて 〜All You Need Is Love〜（2014年10月4日、五藤利弘監督） - ペットショップにくる客役[18][19]

### テレビ
- 中居正広の金曜日のスマイルたちへ『高橋みなみ篇』（2016年、TBS)
- きじまりゅうたの小腹がすきました!（2016年、NHK） - 主人公同僚役
- 先人たちの底力 知恵泉『ゼロ戦開発の光と影〜世界に通用する技術を生むには〜』（2016年12月6日、NHK Eテレ）
- 先人たちの底力 知恵泉『宇宙開発の父・糸川英夫〜夢を与える技術を生むには〜』（2016年12月13日、NHK教育テレビジョン|NHK Eテレ）
- リテイク 時をかける想い　第4話（2016年12月24日、東海テレビ制作・フジテレビ系列）

### 舞台
- 髪結いの亭主と私との関係（2013年4月23日-4月28日、俺は見た公演）[20]
- さらば箱舟（2014年2月6日-2月16日、オーストラ・マコンドー公演） - 鍛冶屋の六役
- ニュータウンの影（2014年6月10日-6月15日、俺は見た公演） - ヒモの男役[21]
- ラブストーリー『単純明快なラブストーリー』（2014年4月17日-4月27日、浮間ベースプロジェクト公演） - 主役[22]
- りんごりらっぱんつ（2014年11月6日-11月16日、浮間ベースプロジェクト公演） - 内海役/映画監督を目指す男役[23]
- 家族（2015年3月5日-3月15日、オーストラ・マコンドー公演） - 鬼瓦巡査役[24]
- タロウ（2015年7月17日-7月26日、オーストラ・マコンドー公演） - 弁護士役[25]
- ザンジコイヤオマンハシャガンカエ（2015年、オーストラ・マコンドー公演）
- 夏の夜の夢（2016年7月14日-7月18日、アーティストジャパン公演）[26]
- 息が苦しくなるほどに跳ぶ（2016年11月30日-12月11日、オーストラ・マコンドー公演）
- 少女仮面（2025年10月27日-11月3日〈予定〉、TOKUYA OHTA公演）[27]

### CM
- Peugeot　体感試乗キャンペーン（2016年）
- 花王　プリマヴィスタ（2017年）

### その他
- STEEL　ナブテスコ（2014年）
- VP　トッパン・フォームズ（2016年）
- Vシネマ　東京地下女子刑務所（2016年）